# Matsch (Adelsgeschlecht)

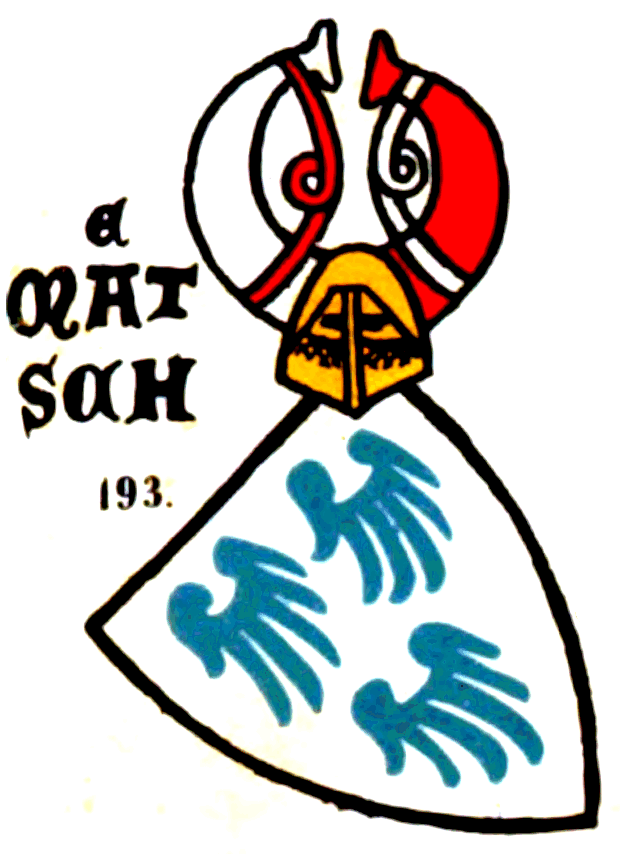
Wappen derer von Maetsch,
Zürcher Wappenrolle, um 1340

Matsch, andere Schreibweisen auch Maetsch, Mätsch, Metsch bzw. Mazzo (ital.) ist ein altes schweizerisch-österreichisches Adelsgeschlecht. Die Herkunft ist ungeklärt, entweder aus dem oberen Veltlin aus dem Ort Mazzo oder als Seitenlinie der Herren von Tarasp. Der Stammsitz der Herren von Matsch waren die Burgen  Ober- und Untermatsch im Matscher Tal. 1297 eroberten sie die wenige Jahrzehnte zuvor erbaute bischöfliche Churburg bei Schluderns im Vinschgau und machten diese zu ihrem Stammsitz. Zeitweise waren die Herren von Matsch eine der mächtigsten Adelsfamilien im Vinschgau und im heutigen Graubünden.

## Geschichte

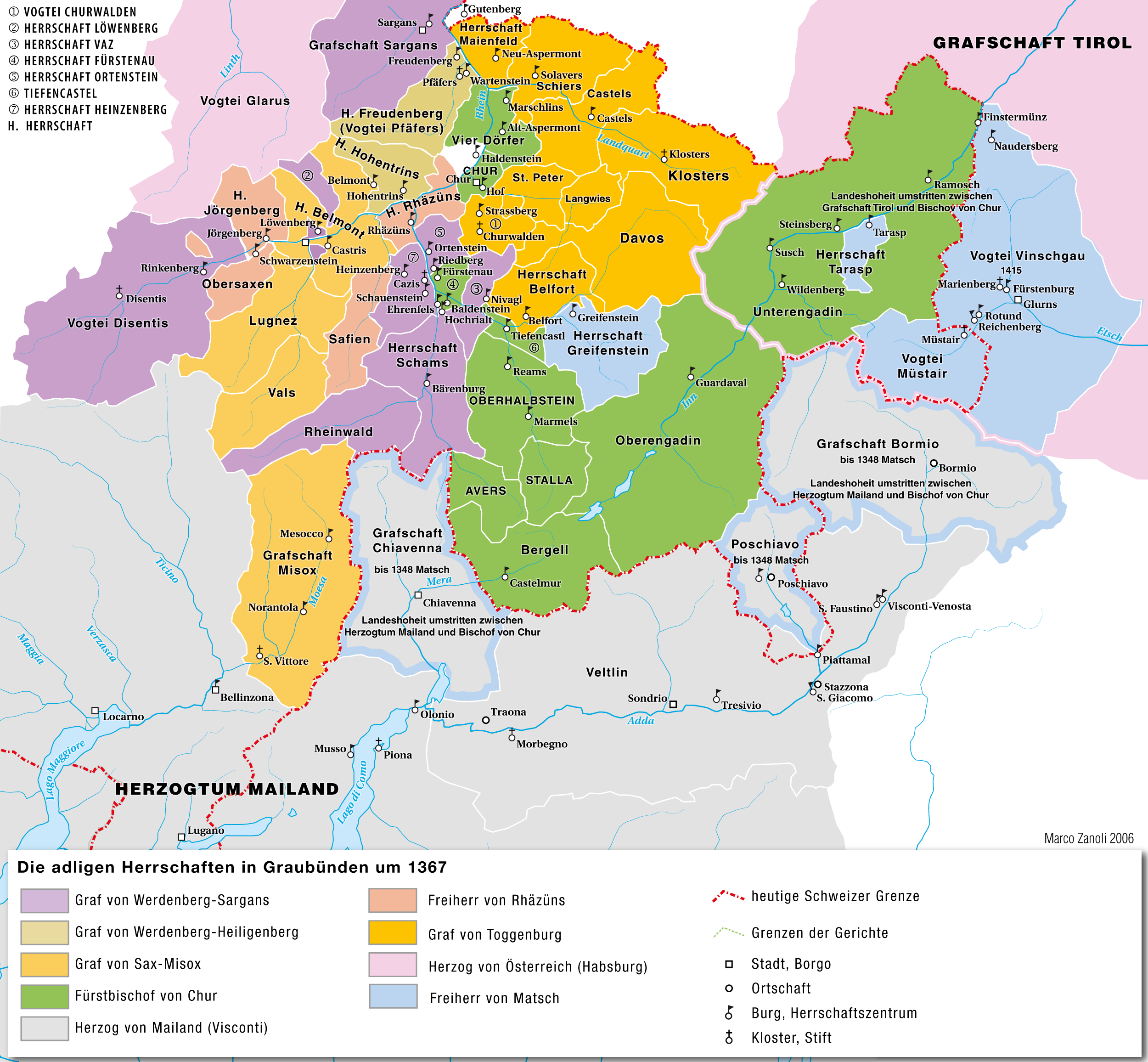
Die Adelsherrschaften im heutigen Kanton Graubünden in der Mitte des 14. Jahrhunderts; hellblau: Gebiete der Freiherren von Matsch

Das Geschlecht der Matscher wurde um die Mitte des 12. Jahrhunderts zum ersten Mal in Urkunden fassbar. Als Gründer der Familie gilt ein gewisser Egino I. von Matsch (* ca. 1160). Die Matscher amteten als Vögte über die Klöster Marienberg in Burgeis und St. Johann in Müstair. Die Matscher werden daher oft als Vögte von Matsch bezeichnet. Wie viele andere Bündner Adelsgeschlechter waren auch die Matscher ständig in Fehden und Konflikte mit anderen Geschlechtern sowie den Bischöfen von Chur verwickelt.
Nach dem Erlöschen der Herren von Tarasp 1177 war deren Besitz an die Herren von Reichenberg im Vinschgau gekommen, die 1239 die Herrschaft Tarasp an Graf Albert III. von Tirol verkauften, was zu langwierigen Streitigkeiten zwischen dem churischen Vitztum Swiker III. von Reichenberg und den Herren von Matsch als Vögten der Klöster Müstair und Marienberg bezüglich ihrer Kompetenzgrenzen führte, zumal das zugehörige churische Gericht im Unterengadin damit an die Tiroler gefallen war. Wegen der Plünderungen und Brandschatzungen der Vögte von Matsch am Besitz des Bistums Chur wurde 1252 ein Schiedsgericht bestellt, das 1253 zu einer Sühne führte, wobei die Matscher eine von ihnen besetzte „Burg Raminstein“ an den Bischof herausgeben sollten, der diese zu schleifen hatte, während er im Gegenzug eine neue Burg errichten durfte, was bis 1259 zum Neubau der Churburg bei Schluderns im Vinschgau führte, die nur 2700 Meter von den Stammburgen der Matschern entfernt lag. Doch gelang es diesen bereits 1297, die neue Burg unter ihre Kontrolle zu bringen. 
Von den Tiroler Grafen erhielten sie ab 1273 auch das Vogtsamt über die Herrschaft und Burg Tarasp sowie die Rechtsprechung im Raum Nauders, zu dem auch das Unterengadin gehörte. Von 1363 bis 1464 hatten sie die Herrschaft Tarasp dann als Lehensträger inne, mit einer kurzen Unterbrechung durch die Herrschaft von Friedrich VII. von Toggenburg (1422–36). 
Ab 1297 sitzen sie auf der Churburg, die damals aus einer Ringmauer samt Wehrgang mit freistehendem Bergfried bestand. 1334 wurde die romanische Schlosskapelle geweiht. Später erwarben sie auch noch die Vogteien über die Untertanen des Bischofs von Chur im Vinschgau, Münstertal, im Unterengadin, auf Burg Greifenstein, bis 1348 auch in der Grafschaft Chiavenna, dem oberen Veltlin und dem Puschlav. Mit den Bischöfen von Chur, deren Ministeriale die Matsch waren, lagen die Matsch fast ständig in Fehde, etwa 1394 um die Burg Tschanüff. 1421 konnten sie auch ihre Besitzrechte an Tarasp gegen den Churer Bischof behaupten. Die heutige Gestalt der Burg Tarasp geht im Wesentlichen auf die Matscher zurück. 
Die Eigengüter der Matscher lagen im Vinschgau, Veltlin, Val Müstair, Puschlav (Bergwerke) sowie um Tarasp. Als Pfandschaft kamen sie im 13. und 14. Jahrhundert zeitweise in den Besitz der Herrschaft Vaduz. Weiter konnten sie die Schlösser und Herrschaften Reichenberg, Ramosch, Ardez, Greifenstein, Alt-Süns im Domleschg und Klingenhorn bei Malans in ihren Besitz bringen. 1338 übernahmen sie die Gerichte Schiers und Castels im Prättigau. Ein langjähriger Streit zwischen den Grafen von Toggenburg und den Matschern über die Herrschaftsanteile an den beiden Gerichten konnte erst durch die Heirat Elisabeths von Matsch mit Graf Friedrich VII. von Toggenburg beigelegt werden. Durch die Ehe wurden die Matsch in den Alten Zürichkrieg hineingezogen. 1348 verloren die Matsch die Vogteien über Chiavenna, Bormio und das Puschlav an das Herzogtum Mailand.
Ulrich IV. von Matsch kam 1366 durch seine Ehefrau zur Grafschaft Kirchberg in der Nähe von Ulm und führte deswegen den Titel eines Grafen von Kirchberg. Zu der Zeit nennen sie sich Vogt von Matsch. Ab diesem Ulrich waren etliche der Matscher Landeshauptmänner von Tirol. 1464 verkauften die Matscher die Herrschaft Tarasp für 2000 Gulden an Erzherzog Siegmund von Österreich-Tirol. Die Errichtung der  österreichischen Grafschaft Tarasp führte erneut zu einer Fehde zwischen den Unterengadinern und Österreich. Der letzte Vertreter der Familie, Gaudenz von Matsch (1436–1504), gehörte zu den Räten von Erzherzog Siegmund, dem Regenten von Tirol und Vorderösterreich. 1487 fiel er in Ungnade und büsste als Flüchtling durch Konfiskation und Verpfändung seinen Besitz ein.
Die meisten Besitzungen der Matsch im heutigen Südtirol fielen zu Beginn des 16. Jahrhunderts durch Erbschaft an die Freiherren, späteren Grafen von Trapp, seit 1459 Erblandhofmeister von Tirol, die bis heute auf der Churburg ansässig sind und auch die Ruinen der Matscher Stammburgen besitzen. 

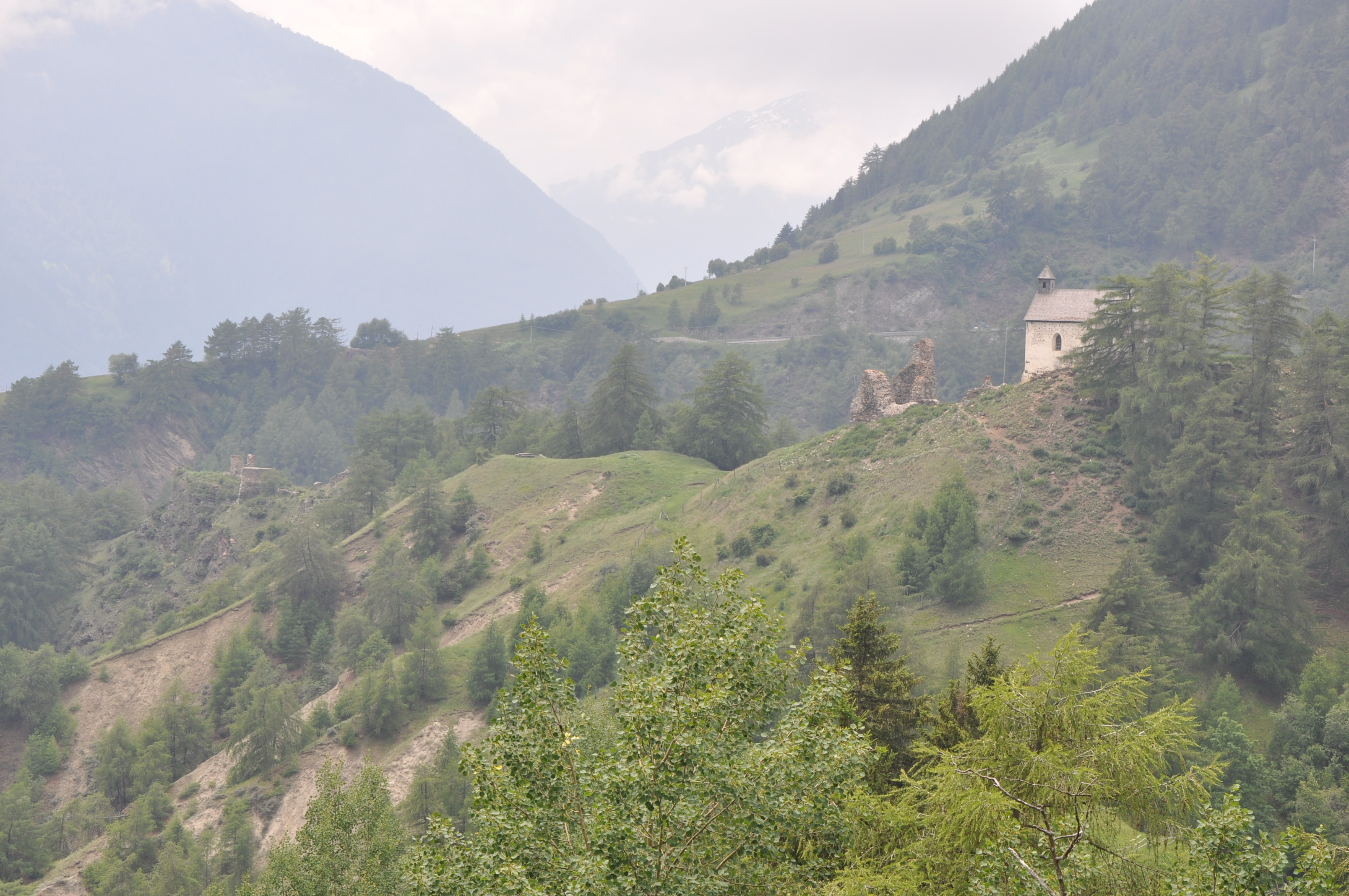
Burgruine Obermatsch mit Burgkapelle St. Martin, links im Hintergrund etwas tiefer die Ruine Untermatsch
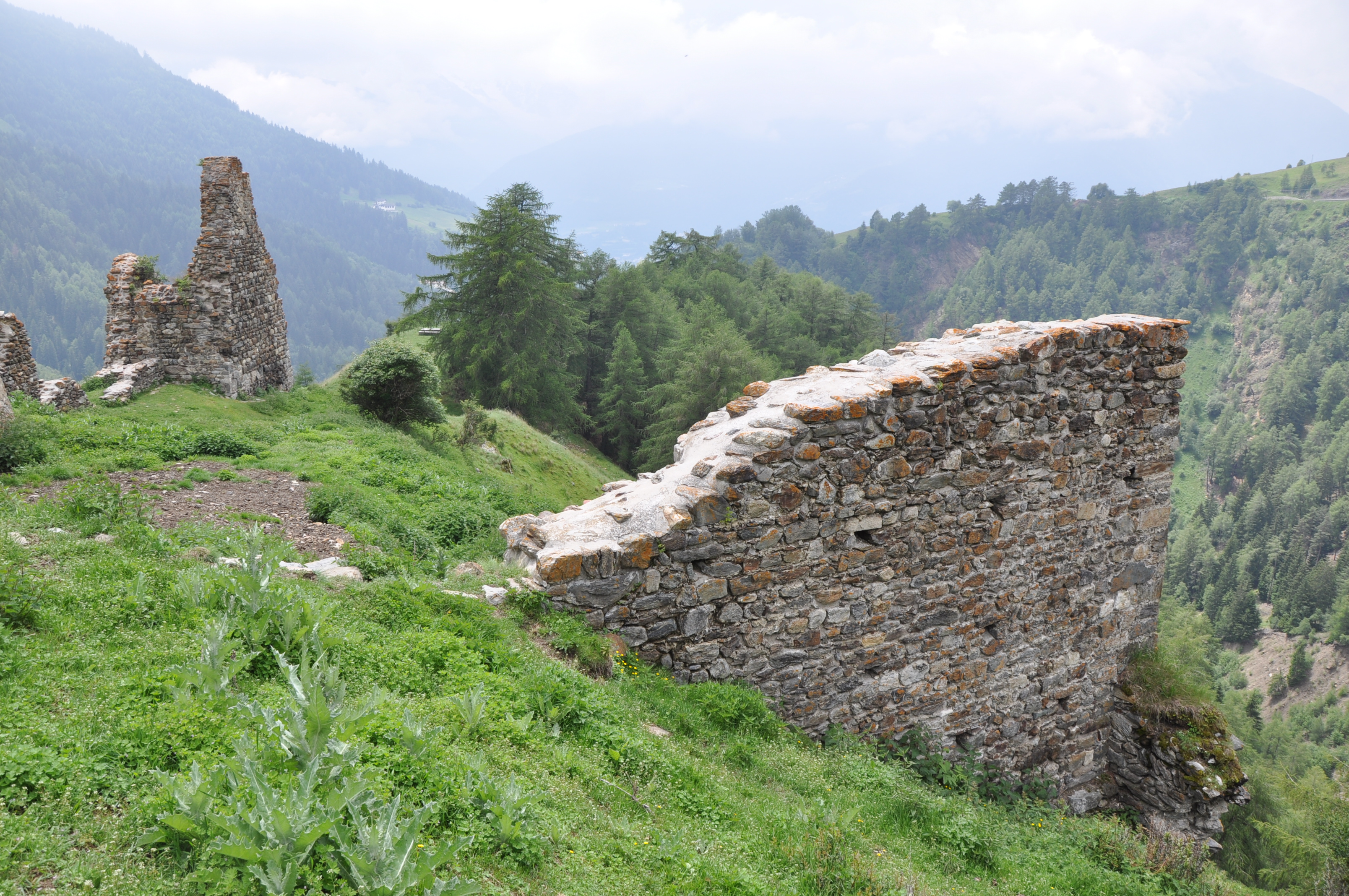
Burgruine Untermatsch
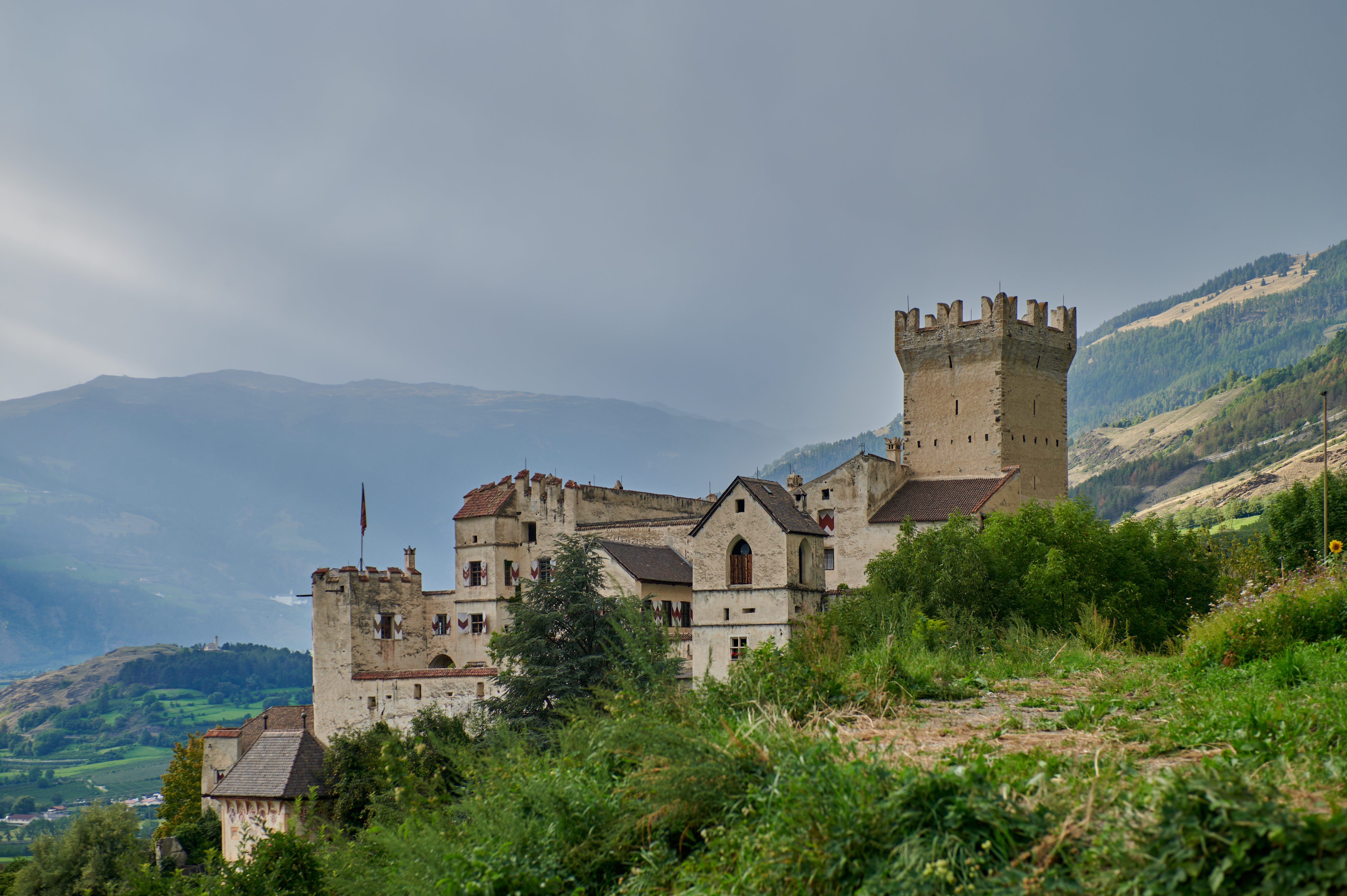
Die Churburg bei Schluderns im Vinschgau
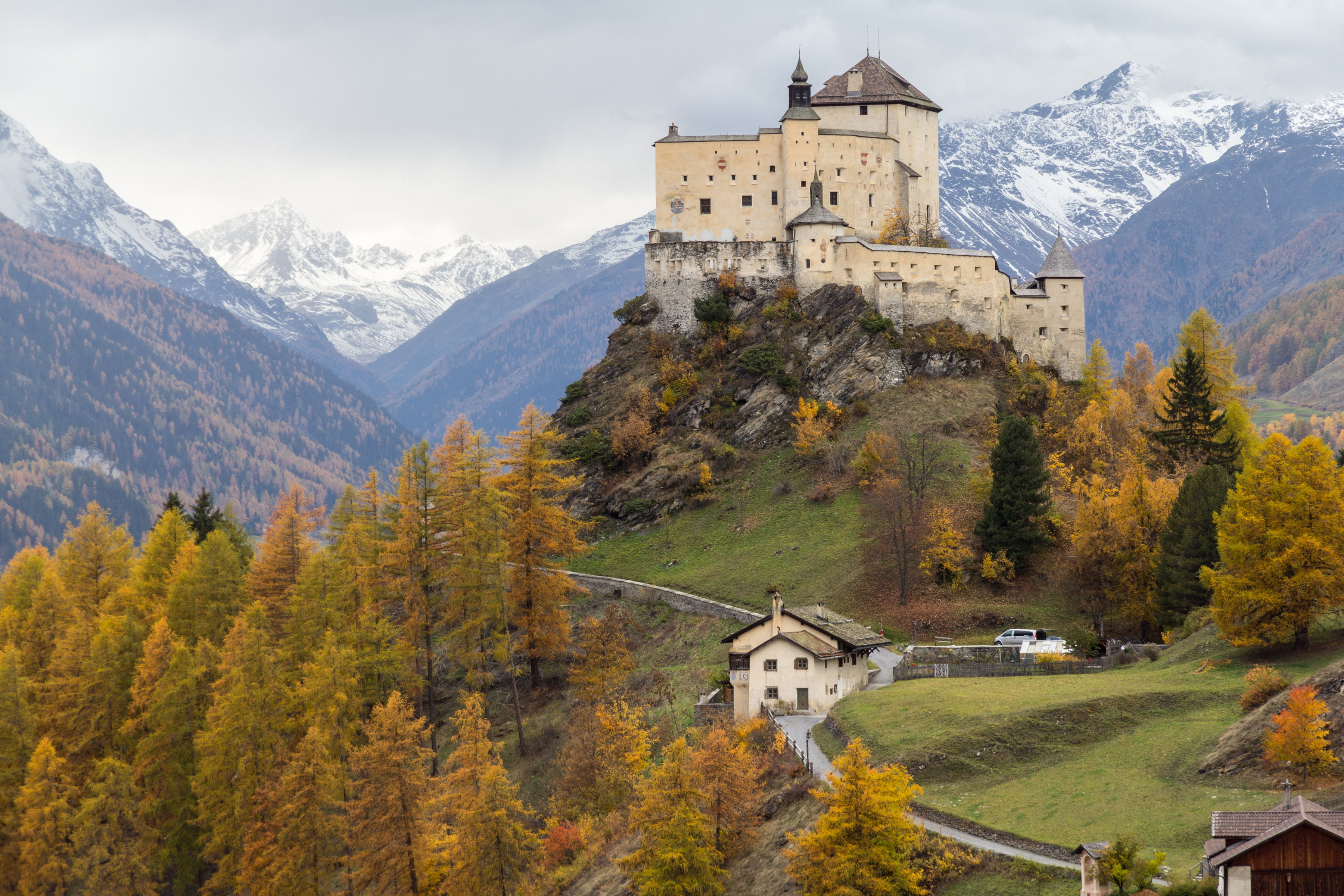
Schloss Tarasp im Unterengadin

## Wappen

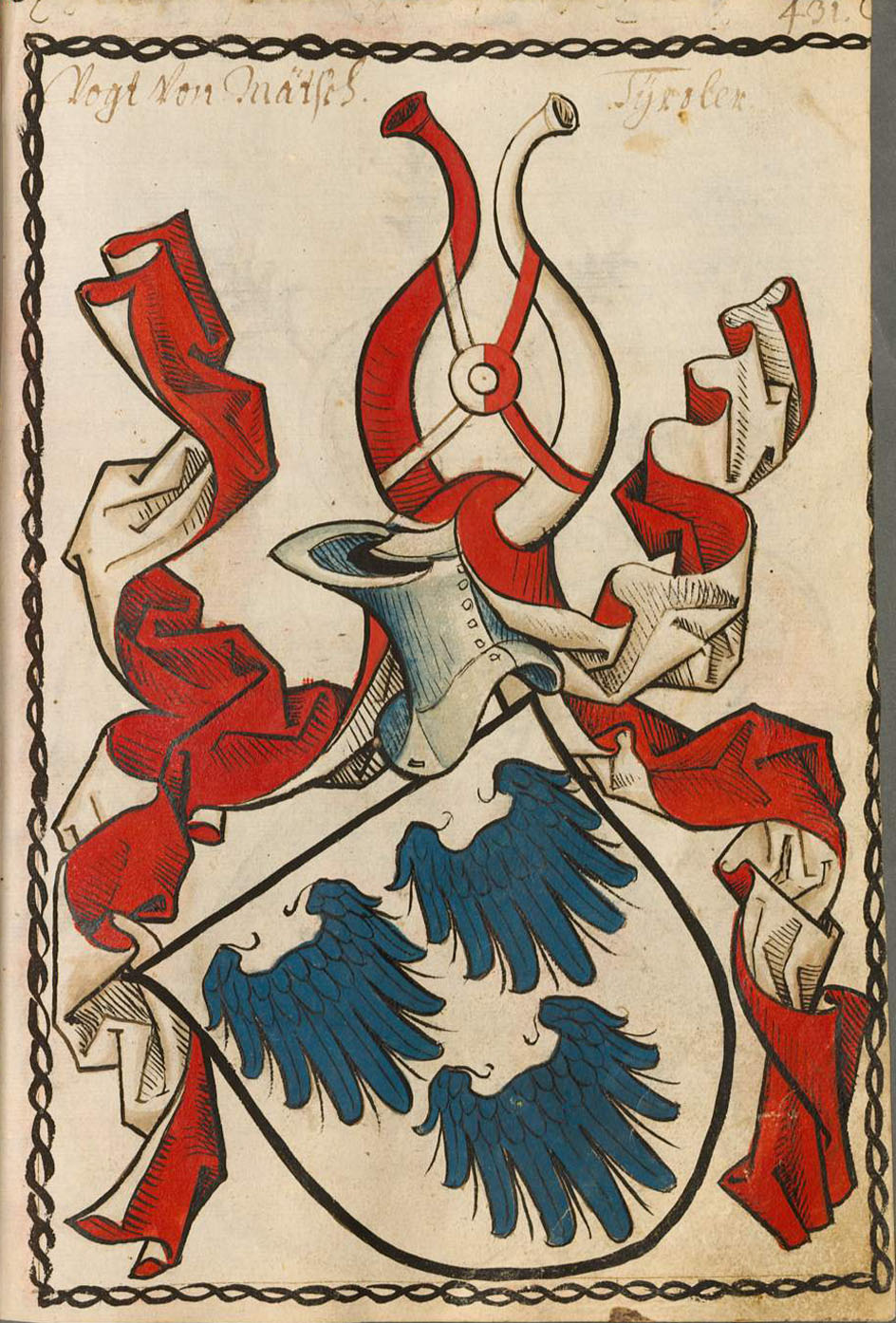
Wappen der Vögte von Matsch
Scheibler'sches Wappenbuch
1450–1480

Das Wappen derer von Matsch weist in Silber drei querliegende (2:1) blaue Adlerflügel auf. Auf dem Helm mit rot-silbernen Decken ein rotes und silbernes nach innen gekehrtes Hifthorn mit Fesseln in verwechselten Farben. Es ist unter der ursprünglichen Schreibweise «MAeTSCH» auf der Zürcher Wappenrolle zu finden.

## Stammliste der Matscher
Abstammung (u. a. nach Justinian Ladurner):
1. Hartwig I. von Matsch († nach 1167).
  1. Ulrich I. von Matsch (* 1161).
    1. Arnold von Matsch († 1221), Bischof von Chur (ab 1209/10).

  2. Egino I. Vogt von Matsch sowie des Klosters Marienberg (1160–1192); Stammhalter der Vögte von Matsch.
    1. Egino II. Vogt von Matsch und Marienberg, (* 1189; † 25. Nov. 1238)  ⚭  Adelheid von Wangen, Tochter des Albero von Wangen.
      1. Hartwig II. Vogt von Matsch und Marienberg (* 1214; † 20. Dez. 1249)  ⚭  Sophie von Moosburg.
        1. Albero I. Vogt von Matsch (* 1242; † 10. Jan. 1280)  ⚭  Sophie von Velturns († nach 10. Aug.1308), Tochter des Hugo von Velturns und der Elisabeth von Eppan († 1273); deren Vater war Ulrich, Graf von Eppan († nach 1233) aus dem Adelsgeschlecht der Eppaner.
          1. Ulrich II. Vogt von Matsch (1273–1328)  ⚭  Margaretha von Vaz († nach 1343), Tochter des Walter V. Herr von Vaz (aus dem Geschlecht der Freiherren von Vaz), und der Liukarde von Kirchberg († 24. Mai 1326); deren Eltern waren Eberhard III. Graf von Kirchberg († vor 1283) und Uta von Neuffen (aus dem Geschlecht der Herren von Neuffen).
            1. Offmei Utehild von Matsch (* 1301; † nach 1353)  ⚭  Albert II. Graf von Görz († 1327).
            2. Ulrich III. Vogt von Marienberg und Chur, Pfandherr von Vaduz und zu Greifenstein († 25. Okt. 1366)  ⚭  Adelheid von Werdenberg († 1365) aus der Nebenlinie Alpeck der Grafen von Werdenberg-Sargans.
              1. Ulrich IV. Vogt von Matsch und erster Graf zu Kirchberg (1349–1402), Landeshauptmann von Tirol 1361–1363  ⚭  Agnes Gräfin von Kirchberg († 1401).
                1. Ulrich V. († 1396)  ⚭  Cunigunde Gräfin von Monfort-Tetnang.
                  1. Ulrich VII. (1396–1431), Landeshauptmann von Tirol 1410–1411 und 1429–1431.
                  2. Wilhelm († 1429), herzogl. Statthalter zu Trient 1408, Landeshauptmann von Tirol 1417–1429.

                2. Johann II. († 1397)  ⚭  Margareth, Freiin von Rhäzüns.
                  1. Ulrich VIII. (1396–1461), Landeshauptmann von Tirol 1431–1448, 1446–1448 zugleich Hofmeister  ⚭  Teela von Freundsberg († 1439).

                3. Elisabeth († nach 1443[2])  ⚭  Friedrich VII. Graf von Toggenburg († 1436).
                4. Ulrich VI. Graf von Matsch († 1444)  ⚭   Barbara von Starkenberg († 1425); Tochter des Sigmund von Starkenberg († 1401) und der Osanna von Ems († nach 1418)[3] († 1407), Enkelin des Ritters Ulrich I. von Ems aus dem Hause der Herren von Ems und einer Tochter aus dem Adelsgeschlecht Schellenberg.
                  1. Ulrich IX. Graf von Kirchberg und Matsch (1419–1489), Landeshauptmann von Tirol 1471–1476  ⚭  Agnes Gräfin von Kirchberg-Udalriching und Werdenberg-Sargans (4. Urenkelin des obenerwähnten Eberhard III. von Kirchberg und der Uta von Neuffen).
                    1. Gaudenz von Matsch (1436–1504), Landeshauptmann von Tirol 1478–1482, Hofmeister und Feldhauptmann im Venetianerkrieg 1486; letzter männlicher Spross der Matscher.
                    2. Barbara von Matsch († um 1504) ⚭ Jakob II. Trapp († 1475)

## Wichtige Vertreter
- Egino I. von Matsch (1160–1192)
- Arnold von Matsch, Bischof von Chur (1210–† 1221)
- Elisabeth von Matsch († nach 1443), Frau, später Witwe von Friedrich VII., dem letzten Grafen von Toggenburg
- Gaudenz von Matsch (1436–1504)